# Саркисьянц, Георгий Георгиевич
Гео́ргий Гео́ргиевич Саркисья́нц (16 марта 1934, Москва — 5 мая 2011, там же) — советский и российский спортивный журналист и телекомментатор, известный по телепередаче «Футбольное обозрение», телевизионным и радиокомментариям крупнейших спортивных событий. Заслуженный работник культуры Российской Федерации (1994).

## Биография
Учился в МГИМО, после объединения Института востоковедения и МГИМО в 1954 году перешёл в Ленинградский государственный университет на отделение журналистики филологического факультета.
Получил первую практику в газете «Батумский рабочий», в штате газеты «Москва — Волга», печатном органе канала имени Москвы, в журнале «Физкультура и спорт». В Гостелерадио СССР с 1959 года. Комментатор, который вёл репортажи по боксу, футболу, фигурному катанию. В 1960 году впервые в качестве комментатора провёл в эфире парад, посвященный Дню физкультурника.
Вёл тематические обозрения в программе «Время», передачу «Голы, очки, секунды», «Футбольное обозрение». Комментировал события 15 Олимпийских игр, более 30 чемпионатов мира и Европы по футболу, а также соревнования по боксу, тяжёлой атлетике, биатлону и фигурному катанию. Стал первым спортивным комментатором, который получил звание заслуженного работника культуры России. 
В постсоветское время работал телевизионным комментатором на канале «Евроспорт-Россия». До конца 1990-х, начала 2000-х годов также работал комментатором телетрансляций на ОРТ на случай болезни или отсутствия в столице своих коллег.
В 2003 году вёл программу «Спортивные звёзды столицы» на московском канале «ТВ Столица». В последние годы жизни официально находился на пенсии, но продолжал работать на телевидении, хотя и менее активно, чем ранее. Также часто обслуживал игры футболистов-ветеранов в странах бывшего СССР.
Скончался на 78-м году жизни 5 мая 2011 года после продолжительной болезни в Боткинской больнице. Похоронен на Новодевичьем кладбище в Москве.